# کیسه‌تنان
کیسه‌تنان نامی بود که در قدیم به رده‌ای از بی‌مهرگان داده می‌شد.
در دسته‌بندی‌های تازه، بخش بزرگی از آن رده را جدا کرده و با نام مرجانیان می‌شناسند.
جانورانی از قبیل هیدر، مرجان، شقایق دریایی، و عروس دریایی در این گروه قرار داشتند. بدن کیسه‌تنان مانند کیسه است زیرا فقط با یک مجرا به بیرون ارتباط پیدا می‌کند در نتیجه هم به منزلهٔ دهان و مخرج است. بازوهایی که در اطراف دهان کیسه تنان وجود دارد با حرکت آب و گرفتن مواد غذایی، نیاز کیسه‌تنان را تأمین می‌کنند. در سطح بعضی از این بازوها سلول‌های گزنده‌ای وجود دارد که می‌تواند نوعی زهر فلج‌کننده از خود ترشح کند و طعمه را بی‌حس کرده و جاندار به عنوان غذا مصرف می‌کند.
طول عمر این جانوران متفاوت است. مثال: شقایق دریایی ۱۰۰ها سال عمر می‌کند در صورتی که عروس دریایی فقط حدود ۴ ماه عمر می‌کند. کیسه تنان به دو شکل متفاوت دیده می‌شوند: نوع اول پولیپ نام دارد و نوع دوم مدوزآ نام دارد. نوع اول (پولیپ‌ها) دارای یک شکل استوانه‌ای است که توسط یک پایه به بستر دریا چسبیده‌است
و نوع دوم (مدوز) چترمانند هستند دهان در سطح مقعر زیرین و در انتهای لوله باریکی به نا مانوبریم قرار دارد و در حاشیه چتر بازوانی دارند.

## مرجان‌ها
در بارهٔ مرجان‌ها:

مرجان‌ها فقط ۱٪ از بستر دریاها را پوشش می‌دهند. مرجان‌ها ۲۵٪ از تمام حیات دریا را در خود حفظ می‌کنند و بسیاری از انواع ماهی‌ها در مرجان‌ها زند گی می‌کنند. هر کدام از مرجان‌ها یک اکوسیستم کامل هستند.
در اقیانوس اطلس ۱۵٪ مرجان‌ها تجمع دارند که مجموعی از ۷۰ گونه مرجان می‌باشند. این مرجان‌ها محل زندگی ۵۰۰ نوع ماهی هست.
اقیانوس هند و آرام ۸۵٪ از ریفهای جهان را با ۷۰۰ نوع مرجان و ۴۰۰۰ گونه ماهی دارا است.
مرجانها مقر زندگی گیاهان و جانورانی است که خود اکوسیستم کاملی هستند. بیش از ۸۰۰۰۰ گونه حیاتی در مرجانها زندگی می‌کنند.
مرجانها ۶/۱ سواحل دریاها و خشکیها را محافظت می‌کنند مثلاً: جزیره‌های کم ارتفاع را در برابر موج‌های خروشان و فرسایش دریاها محافظت می‌نمایند.
هر یک متر مربع مرجان از نظر اقتصادی برابر ۴۷۰۰۰ دلار می‌ارزد به‌طوری‌که بزرگ‌ترین صنعت توریست جهان با جذابیتهای طبیعی که ۱۰٪ از کل صنعت توریست را پوشش می‌دهند. از مرجانها جهت تولید داروهای ضد سرطان ونیز و جهت پیوند استخوان استفاده می‌گردد.
مرجانها به غیر از غذا یک مکان برای زندگی موجودات دریایی هستند. این موجودات قدیمی‌ترین اکوسیستم زمین هستند و جوان‌ترین گونه مرجانها ۱۸۰۰۰ سال عمر دارند.
مرجانها گونه‌ای از جاندارانند که نه گیاهند و نه جانور بلکه ماینرال نام دارنند که از موادی به نام زوکسانتیلا تشکیل یافته‌اند.
مرجانها دو دسته‌اند: مرجانهای نرم و مرجانهای سخت. مرجانهای نرم: از اجزایی به نام پلیپس تشکیل شده‌اند. پلیپس‌ها در درون خود مایعی زله مانند دارند. دهان مرجان‌ها از اجزایی به نام تنتیکلز تشکیل شده‌است که به وسیله آن پلنکتون‌ها را به دام می‌اندازد.
مرجانها به دو طریق تقسیم سلولی و حرکت لاروها تولید مثل می‌کنند. مرجانها سیستم دفاعی و تهاجمی هم دارند. مرجانها زندگی همیارگونه‌ای دارند. مرجانها تا جایی که مواد غذایی دارند رشد می‌کنند، سپس رشد آنان متوقف گردیده و اجازه رشد به گونه‌های دیگری می‌دهند که فرصتهای غذایی مناسب تری دارند.
برطبق آمار سازمان اقیانوس‌شناسی آمریکا مرجانها در حال انقراض هستند.